# Ambtelijk bevel
Een ambtelijk bevel is een opdracht die door een daartoe bevoegd persoon of orgaan wordt gegeven en die een burger of ondergeschikte moet opvolgen. In artikel 43 van het Nederlandse Wetboek van Strafrecht is vastgelegd dat degene die handelt ter uitvoering van een ambtelijk bevel in beginsel niet kan worden gestraft.

## Bevoegd gegeven ambtelijk bevel
Een bevel is bevoegd gegeven wanneer de persoon die het bevel geeft, dit doet binnen de grenzen van zijn wettelijke bevoegdheden.
Gevolg: Als je handelt op basis van een bevoegd gegeven bevel, ben je niet strafbaar, zelfs als je anders strafbaar zou zijn geweest (Nederland: artikel 43 lid 1 Wetboek van Strafrecht).
Voorbeeld: Een politieagent beveelt je om een verboden gebied te verlaten tijdens een noodsituatie. Dit bevel is bevoegd gegeven.

## Onbevoegd gegeven ambtelijk bevel
Een bevel is onbevoegd gegeven wanneer de persoon die het bevel geeft, buiten zijn wettelijke bevoegdheden handelt.
Gevolg: Als je een onbevoegd bevel opvolgt, ben je niet strafbaar als je niet wist of redelijkerwijs niet kon weten dat het bevel onbevoegd was (Nederlands art. 43 lid 2 Sr).
Voorbeeld: Een ambtenaar zonder bevoegdheid beveelt je om je auto te parkeren op een plek waar dat verboden is. Als je redelijkerwijs mocht aannemen dat dit bevel geldig was, ben je niet strafbaar.